# Nazperver Kadın
Nazperver Kadın (turco ottomano: نازپرور قادین, lett. "piena di grazia", nata principessa Rukiye Çikotua; Caucaso, 12 giugno 1870 – Istanbul, 9 marzo 1929) è stata la quarta consorte del sultano ottomano Mehmed V.

## Biografia

### Origini
Nacque il 12 giugno 1870 nel Caucaso come principessa Rukiye Hanım Çikotua. Era figlia del principe abcaso Ismail Bey Çikotua e della principessa georgiana Aliye Hanım Dziapş-lpa. Da bambina, venne mandata a Istanbul dalla sorella di sua madre, Dürrinev Kadın, Prima Consorte del sultano ottomano Abdülaziz, perché la educasse. Venne rinominata Nazperver Hanım e venne ben istruita: parlava un francese fluente e suonava diversi strumenti, fra cui il pianoforte, l'ud e la cetra.
Venne descritta come una donna bellissima, alta e formosa, con pelle chiara, capelli lunghissimi e ricci color oro, occhi azzurri e labbra carnose.

### Consorte Imperiale
Venne notata da Şehzade Mehmed Reşad, allora Valiahd Şehzade (principe erede) nel 1887 a una cena. La sposò poco dopo, facendo di lei la sua quarta consorte. La cerimonia si svolse nella suite del Principe Ereditario di Palazzo Dolmabahçe.
Nel 1888 partorì sua figlia Refia Sultan, unica figlia femmina di Mehmed, ma la bambina morì nello stesso anno. Nazperver soffrì molto la perdita e avrebbe voluto altri figli, ma non ne ebbe più e questo fu per lei fonte di profonda tristezza per tutta la vita, come osservò anche Safiye Ününar, insegnante dei nipoti del sultano a partire dal 1915.
Nel 1909 Mehmed Reşad salì al trono come Mehmed V. Inizialmente nominata Quarta Kadın, Nazperver venne promossa a Terza Kadın alla fine dell'anno, quando Dürriaden Kadın morì.
Durante la prima guerra mondiale fu molto attiva in attività benefiche e patriottiche. Promosse l'uso di prodotti nazionali come membro dell'İstihlak-ı Milli Kadınlar Cemiyeti (Organizzazione delle donne per il consumo nazionale) ed era solita visitare i soldati feriti negli ospedali, ai quali elargiva generose donazioni. Il suo comportamento le fece guadagnare l'amore e l'ammirazione di tutto il popolo, che ogni volta che la vedeva si fermava ad acclamarla e benedirla, urlando "Che Allah ti protegga, Vostra Altezza".
Safiye Ününar, nel 1915, quando la conobbe, scrisse che non le era sembrata molto colta o brillante, ma che le aveva comunque fatto un'ottima impressione perché era raffinata e gentile. Scrisse anche che il sultano era con lei gentile e cortese e le manifestava affetto e rispetto, ma che appariva comunque sempre triste per la mancanza di figli.
Il 30 maggio 1918, insieme al resto dell'hareme ai membri femminili della famiglia imperiale, accolse l'imperatrice Zita di Borbone-Parma, in visita a Istanbul col marito. L'imperatrice aveva espresso il desiderio di visitare l'harem e Mehmed V l'aveva accontentata. In quell'occasione, Nazperver sorprese l'ospite parlandole in francese, all'epoca lingua dell'élite europea.
Insieme a Dilfirib Kadın, quinta e ultima consorte, era accanto a Mehmed V quando spirò, il 3 luglio 1918.

### Morte
Rimasta vedova, per un periodo tornò dalla sua famiglia a Beşiktaş, ma in seguito si trasferì in una villa a Vaniköy, ospite di Pesend Hanım, consorte del defunto sultano Abdülhamid II, fratellastro di Mehmed V. Morì il 9 marzo 1929.
Sua nipote Mülkicihan Açba era con lei al momento della sua morte e riferì così le sue ultime parole:
"Cos'è questo, Mülkicihan?" "Che cos'è cosa, Vostra Altezza?" «Guarda, Mülkicihan, guarda. Il cielo si è aperto. Senti questo suono? Il Signore viene a portarmi da mia figlia. Ad Allah piacendo, potrò rivedere il mio Signore (Mehmed V)”

## Discendenza
Da Mehmed V, Nazperver ebbe una figlia:
- Refia Sultan (1888 - 1888). Unica figlia di Mehmed, morì neonata.